# James Earl Carter
James Earl Carter (anglès: Jimmy Carter)  (Lillian G. Carter Nursing Center, 1 d'octubre de 1924 - casa de Jimmy Carter, 29 de desembre de 2024), conegut habitualment com a Jimmy Carter, fou un polític estatunidenc del Partit Demòcrata, fou senador en el Parlament de Geòrgia (1962-1966), governador del mateix Estat (1971-1975) i president dels Estats Units d'Amèrica (1977-1981).
La seva presidència va estar marcada per la signatura dels Tractats del Canal de Panamà, els Acords de Camp David, el Tractat SALT II sobre la limitació d'armes estratègiques amb la Unió Soviètica i l'obertura de relacions diplomàtiques amb la República Popular de la Xina. En política interior, el seu govern va permetre la creació del Departament d'Energia i el Departament d'Educació i va reforçar la legislació de protecció del medi ambient. No obstant això, al final del seu mandat, el que s'interpreta com a debilitat per part seva en crisis com la crisi dels ostatges a l'Iran, la intervenció soviètica a l'Afganistan, així com les conseqüències econòmiques de la crisi del petroli de 1979 que van fer que caigués la seva popularitat. Va ser derrotat per Ronald Reagan a les eleccions presidencials de 1980.
El 2002 Carter va rebre el Premi Nobel de la Pau, sent guardonat pels seus esforços infatigables per a trobar solucions pacífiques als conflictes internacionals, per impulsar la democràcia i els drets humans, i per fomentar el desenvolupament econòmic i polític dels pobles.

## Biografia

### Infància i joventut
Carter va néixer l'1 d'octubre de 1924 a Plains, un petit poble de l'Estat de Geòrgia, i fou el gran de 4 germans. Jimmy Carter és el primer president que neix en un hospital. Els seus pares, James Earl Carter i Bessie Lillian Gordy, eren grangers i baptistes practicants. Des de ben petit, Carter va demostrar el seu profund vincle als valors cristians. El seu pare va ser tinent de l'exèrcit americà durant la Primera Guerra Mundial, va obrir una botiga de queviures després de la guerra i va ser elegit a la Cambra de Representants de Geòrgia el 1953, però va morir el mateix any.
Des de ben petit, Carter va demostrar ser un alumne avantatjat a qui li agradava la lectura. Més endavant, va ser admès a la universitat Geòrgia Southwestern College, i es va llicenciar en Ciències a l'Acadèmia Naval dels Estats Units el 1946, any que va contreure matrimoni amb Rosalynn Smith. Carter es va llicenciar en el lloc 59 dels 820 alumnes de la seva promoció. Posteriorment, va cursar física nuclear i tecnologia del reactor a l'Union College, encara que no va arribar a completar aquests estudis.

### Carrera a la Marina
Carter va ser destinat als submarins de l'Atlàntic i Pacífic i aviat fou escollit per l'almirall Hyman Rickover per participar en el programa de submarins nuclears. Malgrat que la seva intenció era fer carrera en la marina, a la mort del seu pare l'any 1953 va dimitir de les seves responsabilitats militars per encarregar-se del negoci familiar de cacauets, en el seu poble natal.

## Carrera política

### Abans de la presidència
Jimmy Carter va començar la seva carrera política amb llocs modests en òrgans locals com la comissió escolar de Plains. No obstant això, aviat assoliria càrrecs més importants quan el 1962 va ser escollit pel Senat de Geòrgia i 2 anys després va obtenir la reelecció per a un segon mandat. El 1966 va decidir presentar-se candidat per a la Cambra de Representants dels Estats Units, però quan va veure que el seu adversari del Partit Republicà va abandonar la pugna per l'escó per a presentar la seva candidatura a governador de Geòrgia, Carter va decidir fer el mateix. Va perdre les eleccions i va retornar al negoci dels cacauets, encara que va passar els següents quatre anys preparant la seva candidatura per a tornar a presentar-se a governador el 1970.
Aquell any va assolir la nominació del Partit Demòcrata i va vèncer en les eleccions a governador al republicà Hal Suit. En el seu discurs inaugural, el 1971, Carter va sorprendre els georgians i a la resta del país amb un al·legat en contra de la discriminació racial, la qual cosa resultava xocant en un entorn, el sud nord-americà, en el qual encara imperava la segregació entre blancs i negres. Precisament, entre les seves primeres actuacions com a governador va estar la de situar a molts negres en importants càrrecs del seu govern.

### Senador de Geòrgia (1963-1967)
Carter va començar la seva carrera política com a membre del Plains City School Board. El 1963, va ser elegit per a un mandat de dos anys al Senat de l'estat de Geòrgia, renovat el 1965. El seu cosí veterà de la Segona Guerra Mundial, Hugh Alton Carter, Sr., el va succeir el 1967.

### Governador de Geòrgia (1970-1975)
Va fer campanya per a governador el 1970 i va ser elegit donant suport a la plataforma de campanya de George Wallace. Els seus seguidors distribueixen fotos del seu competidor en companyia de jugadors de bàsquet negres. Es compromet a reelegir al Consell de Regents de l'Estat, un home del qual es coneixen les opinions segregacionistes. Promet que la primera decisió que prendria seria convidar l'antic governador de l'estat d'Alabama a parlar a Geòrgia. Els segregacionistes de la línia dura de tot l'estat donen suport a la seva candidatura a governador.
No obstant això, un cop elegit, Carter declara en els seus discursos que el temps de la segregació racial s'ha acabat, i que no té cabuda en el futur de l'estat. És el primer polític, amb tantes responsabilitats dins d'un estat del sud dels Estats Units, que s'atreveix a fer aquestes declaracions en públic (fa menys de quinze anys, aquest tipus d'opinió podria haver posat fi a la carrera d'un polític d'aquella regió com va ser el cas de l'alcalde d'Atlanta Ivan Allen, que es va declarar davant el Congrés favorable a la Llei de drets de vot). És per això que la seva victòria crida l'atenció perquè es considera un signe d'evolució. Carter va exercir com a governador de Geòrgia de 1971 a 1975.

## Presidència dels Estats Units

### Primàries democràtiques

Resultats per estat de les eleccions de 1976.

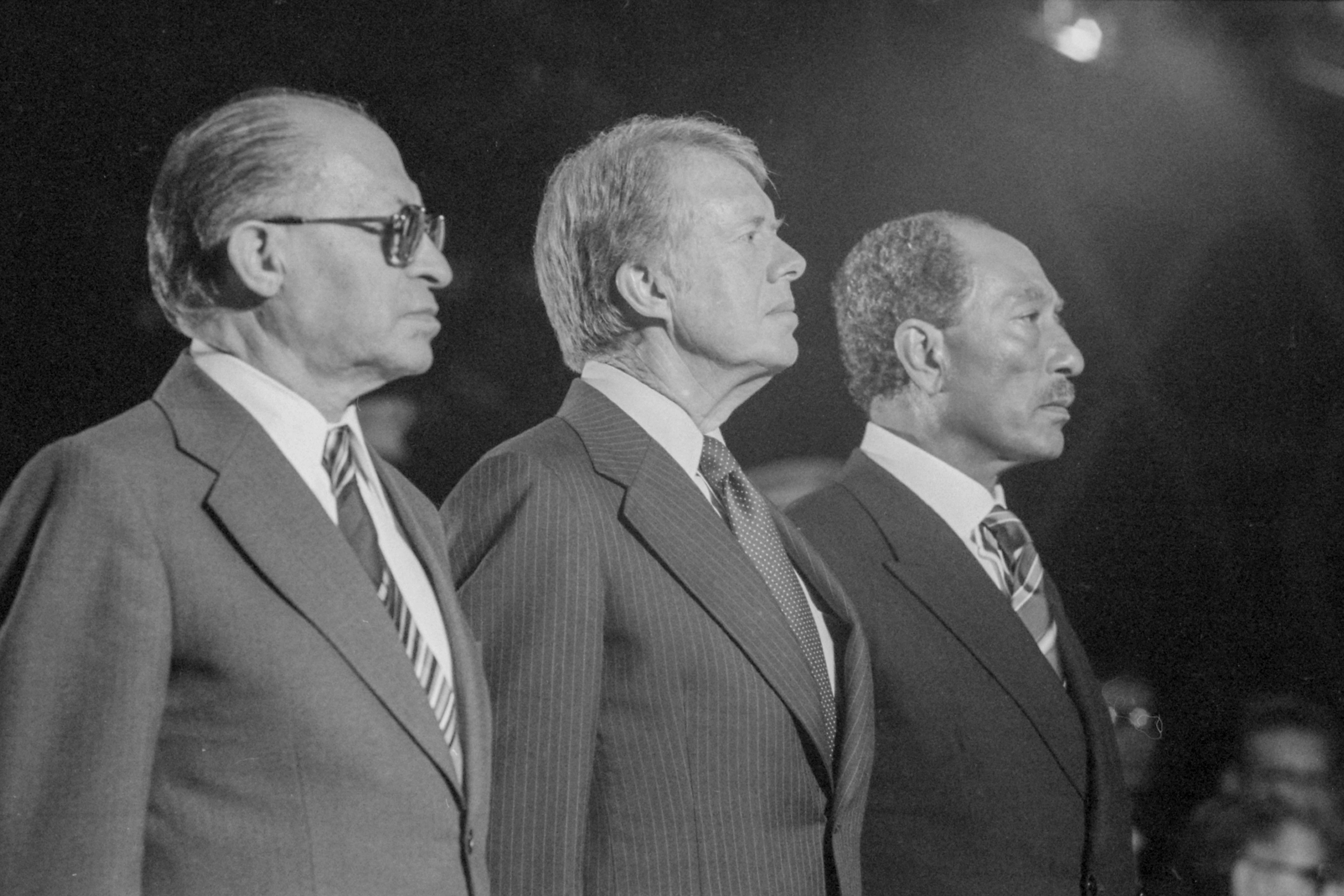
Acords de Camp David (1978): Menachem Begin, Jimmy Carter i Anwar Sadat

La legislació georgiana impedia a Carter presentar-se a un segon mandat després de la finalització del primer, el 1975, per la qual cosa en abandonar el càrrec va concentrar els seus esforços en la carrera presidencial. Quan va entrar en les primàries presidencials del Partit Demòcrata de 1976, molts van considerar que comptava amb molt poques possibilitats enfront d'altres candidats més coneguts a escala nacional. No obstant això, l'escàndol Watergate encara estava recent en la memòria dels electors, per la qual cosa el fet de no pertànyer a la classe política de Washington suposava un avantatge per a Carter. La posada en pràctica d'una estratègia intel·ligent li va permetre guanyar la nominació del Partit Demòcrata a la presidència dels Estats Units. Va ser nominat com a candidat presidencial demòcrata, amb Walter Mondale com a company de fórmula.

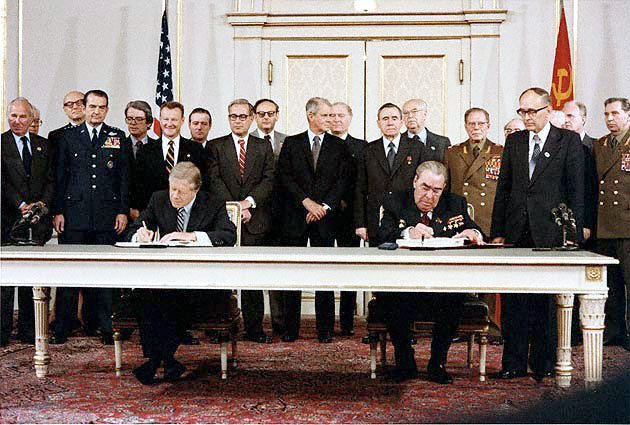
Signatura del Tractat SALT II entre Jimmy Carter i Leonid Bréjnev, 18 de juny de 1979, a Viena

En la campanya electoral, Carter va començar amb un important avantatge en els sondejos per sobre del president republicà Gerald Ford, en part perquè l'indult d'aquest a Richard Nixon havia estat molt impopular. No obstant això, Ford va anar a poc a poc retallant les distàncies, ja que l'electorat continuava mostrant els seus dubtes davant un candidat tan poc conegut com a Carter.

### Eleccions generals
Va guanyar les eleccions presidencials de novembre amb 50,1 % dels vots populars contra 48 % a Ford i 0,9 % a Eugene McCarthy (independent) i 297 vots delegats contra 240 al seu competidor republicà.
La reorganització del govern és el cavall de batalla de la seva campanya. És el primer candidat del Sud profund a ser elegit president des de 1848, abans de la Guerra Civil.

### President dels Estats Units (1977-1981)

#### Primeres mesures

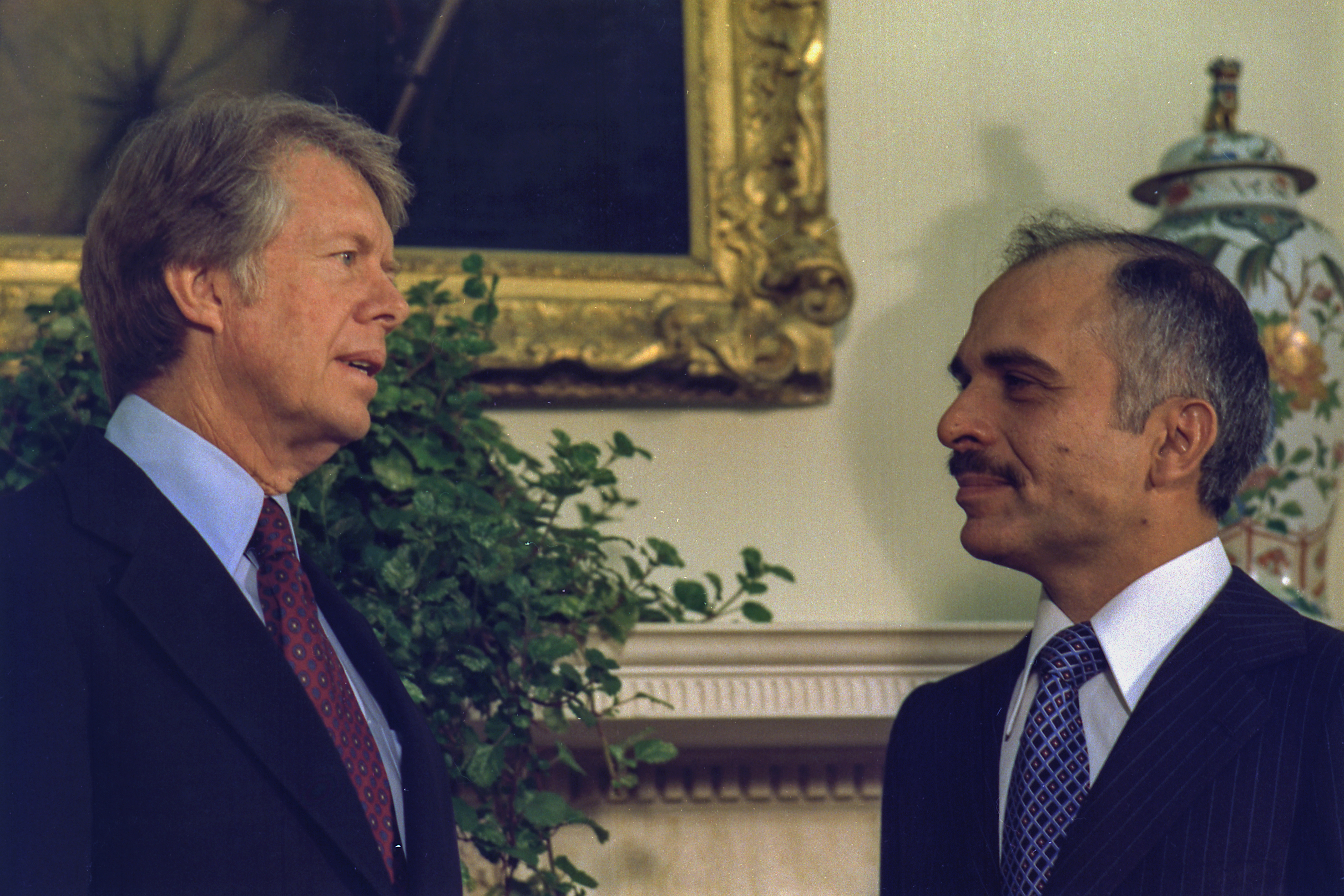
Jimmy Carter i el rei Hussein I de Jordània 25 d'abril de 1977 a la Casa Blanca.

Entre els seus esforços per reorganitzar el govern, Carter divideix el Ministeri de Sanitat, Educació i Benestar Social en dos, el Ministeri d'Educació, d'una banda, i el Ministeri de Sanitat i Benestar Social de l'altra. També eleva l'agència d'energia al rang de ministeri d'energia.

#### Política exterior

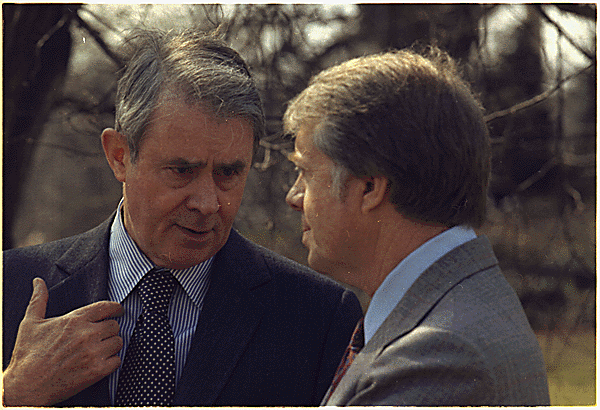
Jimmy Carter i el secretari d'estat Cyrus Vance juliol 19773 de juliol de 1977.

Jimmy Carter posa els drets humans al centre de la seva política exterior, trencant amb la política del govern de Richard Nixon, que es basava en la Realpolitik.
L'administració Carter molt tardà i després de moltes vacil·lacions (l'assassinat d'un estatunidenc per part de la junta somozista) va posar fi a dècades de suport nord-americà al dictador Somoza a Nicaragua, va establir un embargament d'armes al règim militar argentí i va concedir diversos milions de dòlars en ajuda al Règim sandinista l'any 1979, després de prendre el poder per la força. S'acaba amb el suport donat pels Estats Units a la dictadura al Salvador després de la violació i assassinat de quatre religioses americanes per un esquadró de la mort proper al règim (el suport serà, però, restablit sota Ronald Reagan. Signa el setembre de 1977, els Tractats Torrijos-Carter que permeten l'entrega del Canal de Panamà l'any 1999. El 1977 va «condemnar severament la junta xilena» i va lamentar el paper dels Estats Units en l'enderrocament de Salvador Allende el 1973.
L'oposició entre els drets humans i els interessos dels Estats Units és particularment visible en la relació entre Carter i el xa de l'Iran. Des de la Segona Guerra Mundial, el xa ha estat un dels aliats més acèrrims dels Estats Units i un dels únics governs favorables als EUA a l'Orient Mitjà. El problema és que aquest règim és clarament autocràtic. Durant la seva campanya electoral de 1976, Jimmy Carter va assenyalar que dos països plantejaven més problemes pel que fa al respecte als drets humans: Brasil i l'Iran. Havent esdevingut president, no va trigar a retractar-se. Durant un viatge a l'Iran el 1977, va considerar que el xa era un líder savi i de qualitat. Ell declara la seva amistat personal pel xa que, segons ell, es beneficia de l'«admiració i amor del seu poble». Mentre defensava verbalment el sobirà, l'administració Carter no va intervenir quan va esclatar un aixecament popular contra la monarquia a l'Iran. El xa és enderrocat i obligat a l'exili. Molts observadors han establert des d'aleshores un vincle causal entre la disminució del suport dels Estats Units i la ràpida destitució del xa; alguns, com el periodista Dominique Lorentz, fins i tot parlen del suport explícit de l'administració nord-americana a la revolució islàmica de 1979. Inicialment, Carter pretenia reconèixer el govern revolucionari, però davant les circumstàncies que canvien ràpidament, especialment amb la influència creixent de l'aiatol·là Khomeini, va canviar d'opinió.
El 1979, Carter va permetre de mala gana a Mohammad Reza Pahlavi buscar refugi als Estats Units com a refugiat polític i per motius mèdics. L'arribada del xa als Estats Units es fa ressò de la presa d'ostatges de 52 nord-americans de l'ambaixada nord-americana a Teheran per part de militants iranians que demanen el retorn del xa a l'Iran per ser jutjat i executat allá. Aquesta crisi d'ostatges de l'Iran es va empantanar i va dominar les notícies durant l'últim any de la presidència de Carter, tot i que després el xa va abandonar els Estats Units i va morir a Egipte. Els intents posteriors per trobar una solució a aquesta crisi, fos la podridura o l'intent fallit d'alliberar els ostatges mitjançant l'Operació Eagle Claw, van contribuir significativament a la derrota de Carter a les eleccions de 1980. La seva principal dificultat és haver d'admetre la falta comesa per sis presidents dels Estats Units des del 1953 en el seu suport al règim del xa. No obstant això, Carter es rehabilita parcialment de manera retrospectiva en aquesta crisi a través del que aprenem de la seva acció a la pel·lícula Argo: hauria autoritzat una operació secreta i increïble —exitosa— d'exfiltració de diplomàtics nord-americans que s'havien refugiat a l'ambaixada canadenca. Modestament, Carter atribueix l'èxit de l'operació principalment a les autoritats canadenques.
Teheran no signa un acord fins al 19 de gener de 1981 per l'alliberament dels ostatges, després de l'elecció de Ronald Reagan, i espera la seva presa de possessió per deixar marxar els ostatges que van romandre presoners durant 444 dies i l'actitud dels iranians es considera un insult deliberat al president Carter. Però el nou president Reagan li deixa donar la benvinguda als ostatges alliberats a la sortida de l'Iran.
El juny de 1979, va conèixer Leonid Bréjnev a Viena i va signar amb ell el tractat SALT II sobre una nova limitació de la carrera armamentística; però no dona cap garantia quant a la seva ratificació pel Senat nord-americà; el cas és que aquest arrossega les coses, buscant múltiples pretextos, com el suposat descobriment d'una brigada soviètica a Cuba el setembre de 1979, present a l'illa des de la crisi dels míssils. El 14 de desembre de 1979 es decideix la «doble decisió de l'OTAN», consistent, davant la SS20 soviètica, en la programació dins dels quatre anys següents a la instal·lació a l'Europa occidental dels euromíssils Pershing, en cas de fracàs al final d'aquest període de «negociacions de Ginebra» amb l'URSS. Aquestes prevaricacions haurien eliminat a Afganistan les últimes vacil·lacions del Kremlin durant més de sis mesos per a una intervenció. Les vacil·lacions nord-americanes a l'hora de ratificar el tractat SALT II també es poden explicar pel fet que la revolució iraniana va provocar el febrer de 1979 el desmantellament de les bases americanes encarregades del seguiment de l'URSS, i que el març de 1979, una revolució procastrista va prendre el poder a Grenada. Segons Zbigniew Brzezinski, assessor de seguretat nacional de Carter, la justificació donada per la Unió Soviètica per a la seva invasió de l'Afganistan, el desembre de 1979, que estava lluitant contra la interferència secreta dels Estats Units al país, tenia un nucli de veritat: en efecte, sis mesos abans de l'entrada de les tropes soviètiques a l'Afganistan, Carter autoritza un programa afganès amb la CIA, una ajuda no letal de mig milió de dòlars als oponents mujahidins a l'Afganistan. Més tard, aquest programa, continuat durant tota la guerra, va ajudar a la caiguda de la Unió Soviètica, però també va contribuir indirectament a ajudar els futurs talibans a prendre el poder i, de manera més general, va afavorir l'islamisme. L'11 d'octubre de 1979, Carter anuncia la formació del Rapid Deployment Joint Task Force (RDF, força de desplegament ràpid, que es convertirà en el Comandament Central dels Estats Units el 1983).
Carter afirma que els Estats Units no deixarien que una potència estrangera controlés el Golf Pèrsic (Doctrina Carter). Va organitzar una vigorosa campanya mundial demanant un boicot als Jocs Olímpics d'estiu de Moscou, una campanya seguida per una quarantena de països. Tot i que ja no hi ha servei militar obligatori (conscripció), Carter restableix el requisit que els homes estiguin registrats al Selective Service System. No obstant això, sembla que manté un perfil baix a Polònia després de l'agost de 1980 del sindicat Solidarność, creient que Polònia hauria de romandre en el Pacte de Varsòvia.
Inicialment permet un cert escalfament de les relacions amb Cuba: eliminació de les restriccions de viatge a Cuba, suspensió de vols espia sobre territori cubà, acords de zones de pesca, etc. L’embargament, però, es manté. Tanmateix, la proximitat entre Cuba i la Nicaragua sandinista el porta a endurir les seves posicions, per por de veure escampar les revolucions a Centreamèrica.
Segueix una política pro-Israel i destitueix Andrew Young com a ambaixador dels Estats Units a les Nacions Unides, acusant-lo d'haver-se reunit amb representants de Organització per a l'Alliberament de Palestina (OLP). A l'ONU, els Estats Units van vetar resolucions africanes destinades a imposar un embargament total d'armes al règim segregacionista sud-africà. Es nega a reconèixer el govern angolès resultat del Moviment Popular per a l'Alliberament d'Angola (MPLA), moviment d'inspiració marxista que havia liderat la lluita per la independència del país.
El 2006, va afirmar que Israel és un «estat d'apartheid», creient que aquest terme està justificat per" les tanques de cadena, detectors elèctrics i blocs de formigó instal·lats per les autoritats israelianes al llarg de la frontera amb Cisjordània. També creu que la crítica a Israel s'ha tornat gairebé impossible als Estats Units: «hi ha una tremenda intimidació en aquest país que redueix els nostres conciutadans al silenci», un silenci observat per la «persones o persones candidates a càrrecs electius, però també pels mitjans de comunicació».
És durament atacat per la premsa nord-americana per aquestes declaracions; el New York Post creu que «d'un president fallit, s'ha convertit en amic dels tirans d'esquerra, un detractor global de qualsevol cosa que pugui representar els interessos legítims dels Estats Units. La Lliga Antidifamació va publicar a diversos diaris acusant l'expresident d'antisemita. Diversos líders del Partit Demòcrata, com Howard Dean (president del partit) i Nancy Pelosi (presidenta de la Cambra de Representants) es distanciaven aleshores de Carter.
Des del 2007, forma part del grup de The Elders (en anglès significa els ancians, o savis), creat per Nelson Mandela per promoure la pau i els drets humans al món.
El maig de 2007, publica un audiollibre titulat Measuring Our Success: Sunday Mornings In Plains - Estudi bíblic amb Jimmy Carter basat en la seva vida a l'Església Baptista Maranatha de Geòrgia.
L'octubre de 2007, adopta una posició crítica davant les polítiques posades en marxa per l'administració Bush, declara que els Estats Units «utilitzen la tortura i que sobre aquest tema, George W. Bush menteix».
El 8 de gener de 2009, per invitació de l'actual president, George W. Bush, participa en un dinar a la Casa Blanca que reuneix tots els presidents dels Estats Units que encara viuen: George H. W. Bush, Barack Obama (aleshores president electe, però encara no havia ocupat el càrrec), George W. Bush i Bill Clinton.
Des del 28 de setembre de 2012, és el president que més temps ha sobreviscut després de la seva sortida del poder, amb 44 anys, 212 dies de jubilació, superant a Herbert Hoover, que va morir 31 anys i 7 mesos després de deixar la Casa Blanca. També és, a l'edat de 100 anys, 323 dies, el president nord-americà que ha viscut més, des del 22 de març de 2019, quan va passar George HW Bush, que va morir a 94 anys94 anys i 171 dies.

#### Mesures econòmiques
En economia, Carter adopta mesures de desregulació, en particular en els sectors de les caixes d'estalvi, transport aeri, transport per carretera, gas natural i comunicacions. Intenta contenir els salaris, considerats responsables d'una taxa d'inflació que arriba al 10 %. Es revalora el pressupost de l'Estat per reduir la despesa social i, per contra, augmentar la despesa militar.
El 15 de juliol de 1979, Carter es dirigeix a tota la nació en un discurs televisat durant el qual parla de la crisi de confiança que patiria el poble americà.
Fragment del seu discurs:
| « | Ara vull parlar-vos d'una amenaça fonamental per a la democràcia del nostre país... No em refereixo a la influència que exerceix Amèrica, una nació actualment en pau amb la resta del món, i el poder econòmic i militar de la qual és inigualable… Aquesta amenaça amb prou feines es nota pels mitjans habituals. És una crisi de confiança. Aquesta és una crisi que colpeja la voluntat de la nostra nació fins al nucli, a la seva ànima i al seu esperit. Percebem aquesta crisi a causa del creixent dubte sobre el sentit de la nostra pròpia vida i la pèrdua d'un únic propòsit per a la nostra nació. | » |

El discurs de Carter, que alguns comparen amb un sermó, és ben rebut, ja que el país està embolicat en la pitjor recessió des de la dècada de 1930, es veu afectat per altes taxes d'inflació i atur. Però els que esperen que els seus líders els mostrin el camí a seguir estan decebuts. Dos dies després d'aquest discurs, Carter va exigir la dimissió de tots els funcionaris del seu govern, però al final només en va acceptar cinc. La manca de mesures concretes destinades a treure el país d'aquest malestar encara fa que el seu índex de popularitat baixi a les enquestes.

#### Política interior
Dels presidents que només han ocupat un mandat complet de quatre anys, Carter és l'únic que no ha hagut de nomenar candidats al Tribunal Suprem.
L'any 1980 va suprimir el control exercit per l'Estat sobre tarifes i llicències en el sector del transport per carretera i va deixar tot el sector a la llei del mercat.

#### Polèmiques i afers mediàtics
Alguns membres de la campanya Reagan - Bush i la seva administració (i particularment Barbara Honegger, autora d'Octubre Sorpresa), així com el president de l'Iran el 1980 (Abolhassan Banisadr, autor de My Turn to Speak: Iran, the Revolution and Secret Deals With the U.S.), va afirmar que un acord secret entre Reagan i els iranians (orquestrat per George H. W. Bush) van ser els responsables de la destrucció d'un pacte que unia el govern de Carter i el govern iranià, que podria haver permès l'alliberament dels ostatges l'octubre de 1980. L'equip de Reagan va anomenar aquest escenari «October surprise». Fonts anònimes fins i tot afirmen que quan els Estats Units es van involucrar en el que es va conèixer com l'escàndol Iran-Contra (Irangate), és a dir, la venda d'armes a l'Iran per fer la guerra a l'Iraq, va ser a causa del xantatge dels iranians que van amenaçar d'exposar l'acord amb el govern de Reagan. Cal assenyalar que cap d'aquestes acusacions ha estat provada ni ha estat objecte d'una investigació oficial.
El 1977, Carter va declarar que els Estats Units no havien de demanar disculpes al poble vietnamita pels danys causats durant la guerra, perquè ambdós bàndols s'havien infligit danys mútuament.
Carter va ser acusat d'intentar encobrir els esdeveniments de Three Mile Island, la fusió parcial del reactor d'aquesta central nuclear. També va ser criticat per no haver promogut prou la seva política exterior basada en el respecte als drets humans i en particular pel que fa al suport al govern indonesi tot i que aquest va ser implicat en un genocidi durant la seva ocupació del país Timor Oriental. També es va assenyalar que era molt discret sobre la situació dels drets humans a la Xina, en la qual veia un aliat preciós en la seva lluita contra la Unió Soviètica. El retret més extens és la incoherència d'una política exterior que modificava cada sis mesos. No va saber triar entre les influències contradictòries del seu secretari d'Estat, procliu a dialogar amb l'URSS, Cyrus Vance, i el seu conseller antisoviètic, Zbigniew Brzezinski.

## Etapa postpresidencial
El president sortint torna a ser candidat a un segon mandat, però, desacreditat, no aconsegueix repetir la brillant campanya del 1976. Segons indiquen les enquestes, Ronald Reagan és elegit president dels Estats Units amb 51,20 % dels vots, el titular n'obté el 42 % de vots.

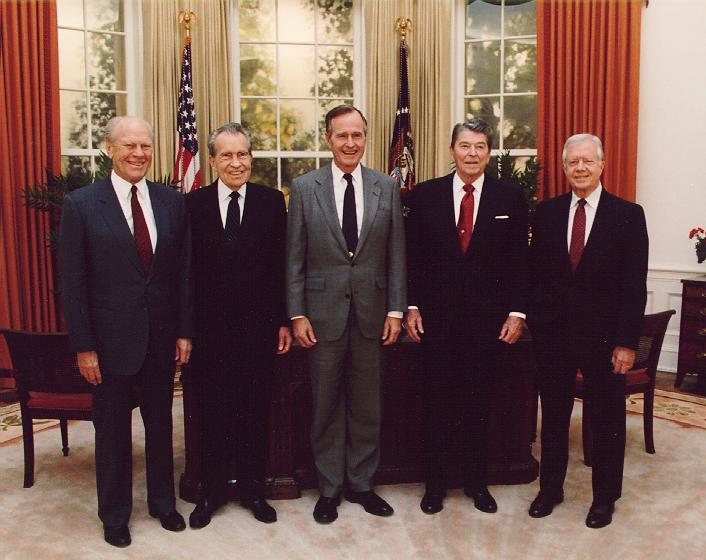
Els presidents dels Estats Units Gerald Ford, Richard Nixon, George Bush, Ronald Reagan i Jimmy Carter a la rèplica de l'Oficina Oval de la Biblioteca Presidencial Ronald Reagan durant la inauguració d'aquesta última el 1991.

Després de la seva derrota presidencial, Carter no aspirava a una jubilació pacífica, sinó que es va mantenir profundament implicat en els afers mundials, convertint-se, segons la revista Time el 1989, en el «millor expresident dels Estats Units». El 1982, va fundar la Fundació Carter a Atlanta, la missió de la qual és la resolució de conflictes, la promoció de la democràcia i fins i tot l'ajuda humanitària al desenvolupament. Així, el vam veure liderar missions d'observació electoral arreu del món (Panamà, Nicaragua, Haití, Etiòpia, Indonèsia, els territoris palestins…).
L'expresident va intervenir en molts conflictes. El 1994, va desactivar una crisi nuclear entre el seu país i Corea del Nord. El mateix any, va evitar una invasió armada de les tropes nord-americanes a Haití i va negociar un alto el foc a Bòsnia i Hercegovina. A l'Àfrica, lidera ambiciosos programes de desenvolupament que inclouen l'erradicació del perillós cuc de Guinea. L'any 2002, Jimmy Carter va fer una visita històrica a Cuba durant la qual va parlar obertament a la televisió estatal sobre les mancances del govern cubà en l'àmbit dels drets humans, però també es va pronunciar a favor de l'aixecament del bloqueig econòmic de l'illa. Totes aquestes accions realitzades durant els darrers 20 anys van ser recompensades amb el Premi Nobel de la Pau atorgat l'any 2002 a l'arquitecte dels acords de Camp David.
El 1995 obtingué el Premi de la Pau de la UNESCO juntament amb el rei d'Espanya, Joan Carles I. El 2002 Carter va rebre el Premi Nobel de la Pau, sent guardonat pels seus esforços infatigables per a trobar solucions pacífiques als conflictes internacionals, per impulsar la democràcia i els drets humans, i per fomentar el desenvolupament econòmic i polític dels pobles. El 2010 va rebre el XXIIè Premi Internacional Catalunya. El premi li fou concedit perquè: El jurat entén que aquest poder tou, aquesta sensibilitat wilsoniana envers l'autodeterminació dels pobles, aquesta consciència que els problemes d'una nació s'inscriuen sempre en un àmbit més ample, tot plegat està en la línia d'allò que els catalans podem fer i hem de fer en l'àmbit ibèric, europeu i mediterrani.

### Altres accions i compromisos (des de 2003)
La seva actuació en l'àmbit internacional va despertar les reaccions més diverses al seu país. En particular, Carter va condemnar les dues guerres llançades contra l'Iraq el 1991 i el 2003 i ha demostrat ser un dels crítics més constants de l'administració Bush. Paral·lelament a aquests compromisos polítics, l'expresident no dubta a fer servir habitualment la paleta o el martell en nom de la fundació Hàbitat per la Humanitat, que ajuda els més pobres. A més, ha escrit nombroses obres en els camps més diversos, fins i tot provant la poesia o la ficció històrica.

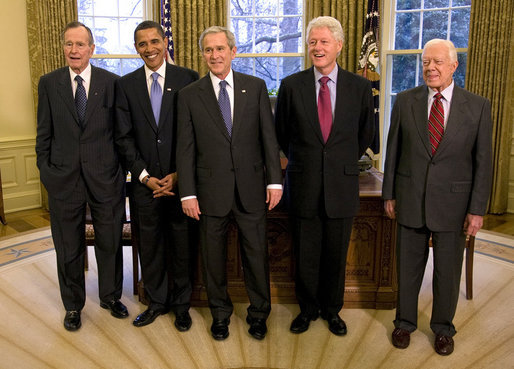
Reunió a la Casa Blanca el dia 8 de gener de 2009 entre tots els presidents vius dels Estats Units: George HW Bush, Barack Obama, George W. Bush, Bill Clinton i Jimmy Carter.

El 3 de desembre de 2006, durant una entrevista televisiva, l'expresident va expressar el desig de ser enterrat davant de casa seva a Plains, explicant que va ser en aquesta ciutat on van néixer ell i la seva dona. Va especificar que a la seva mort se celebraria una cerimònia a Washington i que les seves restes s'exposarien breument al públic a Atlanta.
El 12 d'agost de 2015 va anunciar que havia patit un càncer al fetge i que la malaltia s'havia estès a altres parts del seu cos.

## Albirament d'OVNI
Jimmy Carter va veure un objecte volador no identificat (OVNI) el 1969 i, després d'una sol·licitud de l'Oficina Internacional d'OVNI, va omplir un formulari d'albirament el 1973, quan era governador de Geòrgia. L'observació de Jimmy Carter va ser atacada posteriorment per l'escèptic Robert Sheaffer, membre del Committee for the Scientific Investigation of Claims of the Paranormal: segons aquest últim, l'observació es podria explicar pel planeta Venus envoltat d'un halo. Tanmateix, aquesta interpretació no permet explicar la totalitat de l'observació, en particular quan es consideren les variacions de mides i posicions. La seva immobilitat seguida d'una ràpida evolució cap a l'oest no pot correspondre de cap manera als moviments d'un planeta o d'una estrella. Jimmy Carter compara, a més, la mida de l'objecte amb la mida de la Lluna abans de patir una reducció i després recuperar una mida més gran.

Alguns han afirmat que durant la seva campanya presidencial va prometre treure l'entrellat de qualsevol testimoni d'OVNI que s'intentés encobrir. En una entrevista de 2007 amb el podcast The Skeptics' Guide to the Universe, va afirmar que no hi havia cap base per al rumor. A més, contràriament al que han afirmat alguns ufòlegs, mai va demanar al director de la CIA George Herbert Walker Bush accés als fitxers d'OVNI de la CIA.
| « | Bob Novella: «President Carter, en la meva investigació m'he trobat amb rumors a la comunitat OVNI que vau demanar al llavors director de la CIA, George H. W. Bush, l'accés als fitxers OVNIs de la CIA i ell s'hi va negar. És veritat, això?» Jimmy Carter: «No» | » |

També en aquesta entrevista, diu que no creu que l'objecte de la seva observació estigués relacionat amb visitants d'origen extraterrestre i afirma clarament que no creu que els extraterrestres estiguin visitant el nostre planeta en l'actualitat. A més, explica que per a ell el tema OVNI és poc important, que va omplir sense pensar-s'hi realment les tres pàgines del formulari de l'Oficina Internacional d'OVNI, probablement seguint el suggeriment d'un dels seus fills aleshores adolescent.

## Ministeri
A 18 anys, es va convertir en diaca a l'església baptista de Maranatha a Plains, Geòrgia, on va ensenyar a l'escola dominical. L'any 2000, Jimmy Carter va decidir abandonar la Southern Baptist Convention, de la qual era membre des de 1986, culpant-la del seu «augment de la rigidesa teològica». El 2007, amb Bill Clinton, va fundar l'Organització Baptista per a la Justícia Social: New Baptist Covenant.

## Vida privada
Es va casar amb Rosalynn Smith el 7 de juliol de 1946, nascuda a la mateixa ciutat que ell i amb qui va tenir quatre fills. El seu llinatge també inclou vuit nets i dos besnets:
- John William Carter conegut com a Jack Carter (1947-).
  - Jason James Carter (1975-), senador de Geòrgia (2010-2015).
    - Henry Lewis Carter.
    - Thomas Clyde Carter.

  - Sarah Rosemary Carter (1978-).
- James Earl Carter III conegut com a Chip Carter (1950-).
  - James Earl Carter IV (1977-).
  - Margaret Alicia (1987-).
- Jeffrey Donnell Carter (1952-).
  - Joshua Jeffrey (1984-).
  - Jeremy Davis Carter (1987-2015)
  - James Carlton (1991-).
- Amy Lynn Carter (1967-).
  - Hugo James Wentzel (1999-).

L'última va conèixer durant la seva adolescència els incendis dels mitjans perquè vivia amb els seus pares a la Casa Blanca, el primer fill que hi va viure des de la família Kennedy a principis dels anys seixanta.
El 8 d'abril de 1998, el secretari de la Marina dels Estats Units, John H. Dalton, va anunciar oficialment que l'últim dels tres submarins de la classe Seawolf, la classe de submarins nuclears més recent de la Marina dels EUA, portaria el nom de l'expresident James Earl. Carter, Jr., l'únic president dels Estats Units que va servir en submarins. Els USS Jimmy Carter SSN-23 estan en servei des de 2005.
L'any 2000, va anunciar que havia abandonat la Convenció Baptista del Sud per les seves rígides doctrines que ja no s'avenien a les seves creences, mentre continuava sent membre de la Cooperative Baptist Fellowship.
El 12 d'agost de 2015, Jimmy Carter, en un comunicat de premsa publicat per The Carter Center, revela que té un càncer en estadi avançat. El 6 de desembre de 2015, va anunciar la seva recuperació i dues setmanes més tard, el 20 de desembre, mentre ensenya en una església baptista, l'expolític anuncia la mort d'un dels seus nets, Jeremy Carter, de 28 anys. No es van revelar les causes de la mort.
El 27 novembre de 2019, va ser donat d’alta de l’hospital després de passar dues setmanes allà sota observació després d’una cirurgia amb èxit per alleujar la pressió cerebral causada per les caigudes recents. El 30 de novembre, va ser hospitalitzat de nou per una infecció del tracte urinari i va sortir el 4 de desembre del Centre Mèdic Phoebe Sumter.